# Новикова, Ольга Алексеевна
Ольга Алексеевна Новикова (урождённая Киреева; 17 [29] апреля 1840—21 апреля 1925) — русская писательница, переводчица

, активистка Союза русского народа и Русской монархической партии, сыгравшая заметную роль на дипломатическом поприще благодаря личному знакомству с Гладстоном; сестра Александра и Николая Киреевых.

## Биография
Ольга Киреева родилась в 1840 году в городе Москве; принадлежала к старинному дворянскому роду. Дочь тульского помещика Алексея Николаевича Киреева (1812—1849) от брака с известной московской красавицей Александрой Васильевной Алябьевой (1812—1891); сестра Александра и Николая Киреевых. Её крёстным отцом, как крёстным её братьев, стал император Николай I.

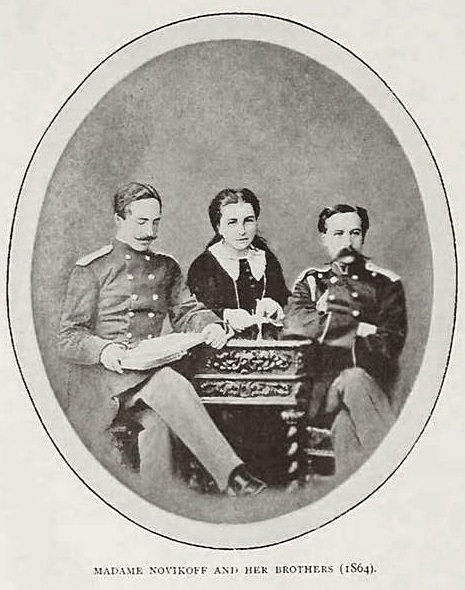
Ольга с братьями Александром и Николаем

В их московском доме собирался едва ли не весь цвет культурного общества того времени. Посетителями дома были Константин и Иван Аксаковы, Иван и Пётр Киреевские, Ю. Ф. Самарин, А. С. Хомяков и другие.
Выйдя в 1860 году замуж за генерала-лейтенанта русской императорской армии Ивана Петровича Новикова — попечителя учебного округа сначала в Киеве, а с 1885 года в Санкт-Петербурге, взяла фамилию мужа, который был старше её на 16 лет (умер в 1890 году). 22 апреля 1861 года в селе Новая Александровка Козловского уезда Тамбовской губернии у Новиковой родился её единственный ребёнок — сын Александр, который впоследствии стал известен как земский деятель, идеолог и организатор местного начального народного образования, благотворитель, публицист, беллетрист и участник революционного движения (умер в 1913 году; имел дочь Ирину). Семейная жизнь у Новиковых не сложилась и в 1868 году супруги развелись. Друг семьи С. А. Рачинский написал в одном из писем: «Вторую половину вечера я провел у О. Новиковой. Она очень жалка — совершенно разорена банкротством брата, брошена мужем и не знает, куда голову преклонить».

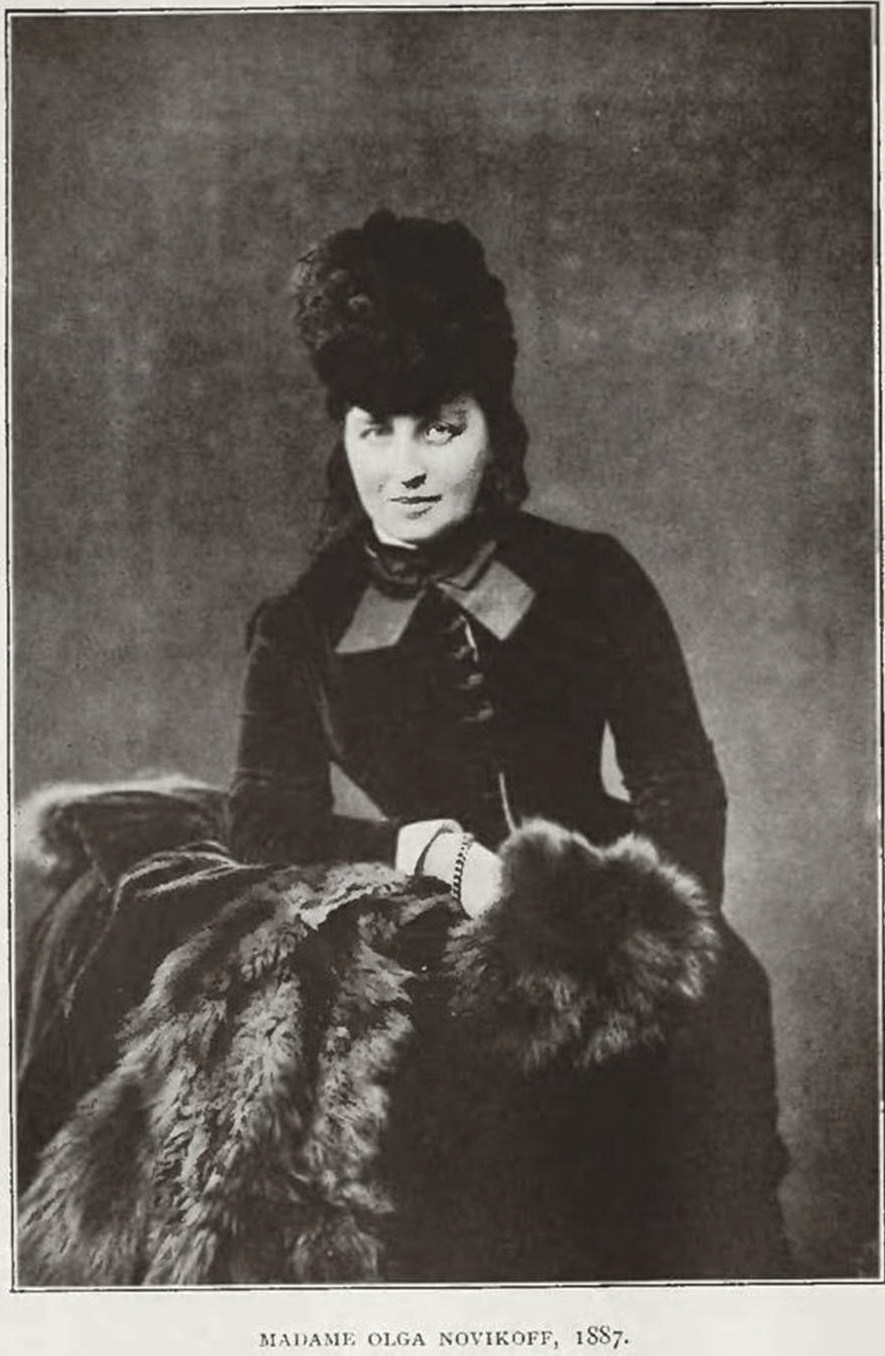
Ольга Новикова (1887)

Свою литературно-публицистическую деятельность Новикова начала, под инициалами «О. К.», во время русско-турецкой войны 1877—1878 гг. Поселившись вскоре после развода в городе Лондоне, Новикова напечатала: «Is Russia wrong» (1878), «Friends or foes» (1879), «Russia and England, a protest and an appeal» (1880); эта книга вызвала весьма сочувственный отзыв Гладстона), «Skobeleff and the Slavonic Cause» (1884). С тех пор статьи Новиковой об англо-русских отношениях стали часто появляться в различных английских журналах и газетах. Помимо этого она переводила произведения русских писателей на английский и французский языки.
Из русских периодических изданий произведения Новиковой печатали «Московские ведомости», «Русское обозрение», «Русь», «Новое время», «Свет» и др. издания.
Помимо этого, Новикова была посредником в непростых отношениях между российскими и британскими государственными деятелями; она содержала в Лондоне свой светский салон, где часто бывали Уильям Юарт Гладстон, журналист Уильям Томас Стед и другие видные фигуры того времени. Деятельность Новиковой получила широкое одобрение русских официальных кругов, включая русского императора Александра III.
Стед писал:

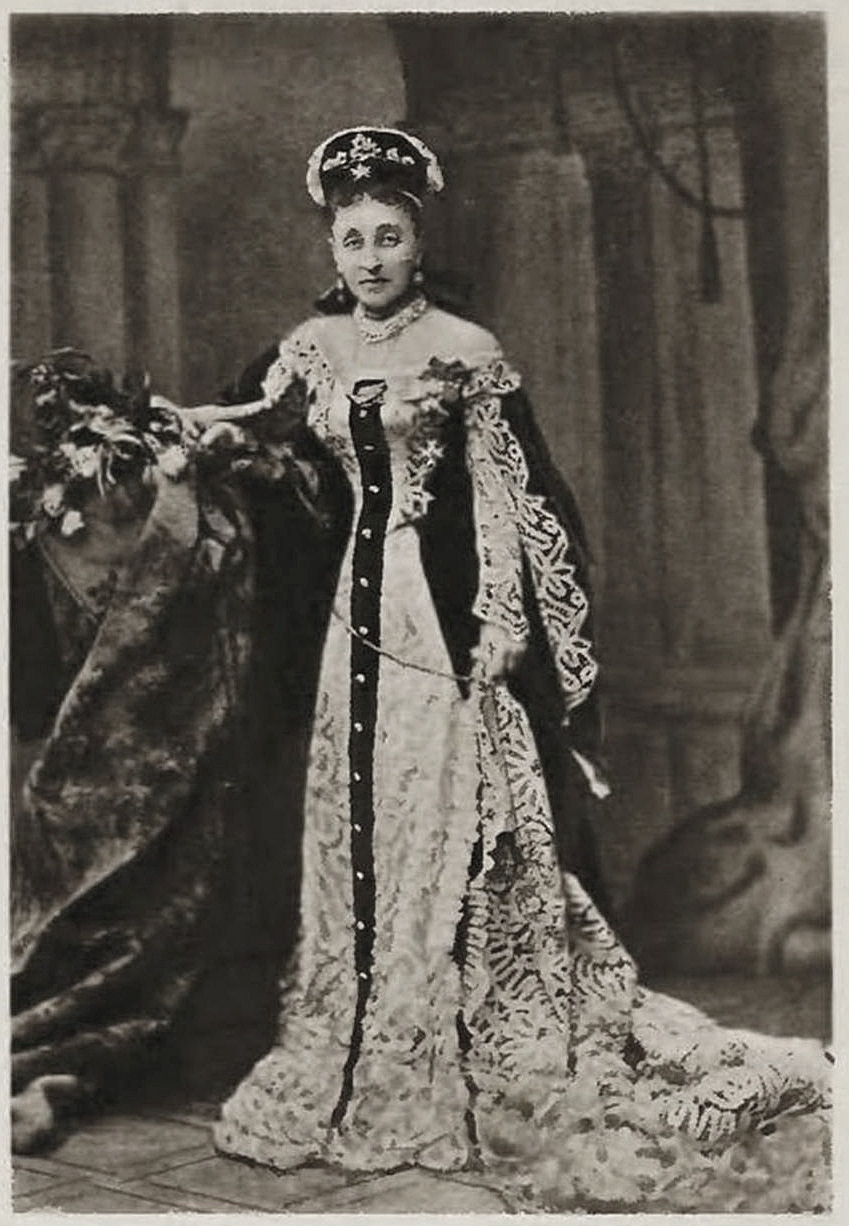
Ольга Новикова (1907)

«Никто не может себе вообразить из сдержанных страниц жизнеописания Гладстона (Life of Gladstone), написанных Морлеем, что в течение всего этого тяжелого времени, когда г-н Гладстон, как он нам говорил, употреблял все усилия, чтобы противодействовать политике лорда Биконсфильда, он был в постоянном и близком общении с госпожой Новиковой, что они оба действовали с редким единодушием в намерениях, что в случаях, касающихся их общего дела, они после совещания содействовали друг другу, что г-н Гладстон был настолько храбр и верен интересам своей родины, что не боялся отождествлять себя публично и частным образом с „членом Парламента для Poссии“. Мы легко ceбе можем представить взрыв негодования со стороны джингоистской печати 1877—1880-х гг., если бы близкое сотрудничество между г-ном Гладстоном и г-жой Новиковой сделалось известным. Немало псевдолибералов низшего сорта почувствовали бы злобу, видя, как их лидер компрометирует себя с этим „русским агентом“.»

Карл Маркс, напротив всячески критиковал её работу на дипломатическом поприще и даже называл «неофициальным агентом русского правительства».
27 сентября 1886 года в своем письме из Лондона адресованному Каткову Новикова написала следующее:
«Я такую затеяла здесь агитацию в пользу присоединения Россией Константинополя — что вы все должны мне сказать спасибо!.. Император наш поставил себя так высоко во мнении Европы, что его положительно боятся, как боялись императора Николая Павловича!».
В 1898 году, при активном содействии Новиковой вышла книга Константина Петровича Победоносцева «Reflections of a Russian Statesman» («Размышления русского государственного деятеля»), к которой она написала предисловие. Победоносцев ещё в 1889 году писал ей: «…вы делаете доброе и патриотическое дело, употребляя ваш талант на защиту русской правды в Англии».
Ольга Алексеевна Новикова умерла в британской столице 21 апреля 1925 года. Её правнук — Александр, стал известным британским характерным актёром под псевдонимом «Ричард Марнер».

## Архив
Фонд Ольги Алексеевны Новиковой хранится в Российском государственном архиве литературы и искусства под номером 345. Это один из крупных фондов и содержит 1231 единицу хранения за 1802–1914 годы.
В фонде хранятся рукописи пяти статей писательницы, письма О. А. Новиковой разным лицам и родным, а также письма к ней — от 983 корреспондентов; статьи и заметки об О. А. Новиковой в виде газетных вырезок. Кроме этого в фонде хранится собрание рукописей разных лиц и Обращение Международного общества по борьбе с рабством к Александру II о рабстве в Турции (1878).